# Kattaugo
Die Kattaugo (norwegisch für Katzenaugen) sind zwei Felsvorsprünge an der Prinz-Harald-Küste des ostantarktischen Königin-Maud-Lands. Sie ragen 8 km östlich des Nunataks Såta an der Basis der Halbinsel Botnneset auf der Südseite der Lützow-Holm-Bucht auf.
Norwegische Kartografen, die sie auch deskriptiv benannten, kartierten sie anhand von Luftaufnahmen, die bei der Lars-Christensen-Expedition 1936/37 entstanden.